# Prokuratoria Generalna Rzeczypospolitej Polskiej
Prokuratoria Generalna Rzeczypospolitej Polskiej – państwowa jednostka organizacyjna powołana do zapewniania ochrony prawnej interesów Rzeczypospolitej Polskiej, w tym Skarbu Państwa, która z dniem 1 stycznia 2017 r. przejęła zadania i kompetencje Prokuratorii Generalnej Skarbu Państwa. Siedziba Prokuratorii Generalnej znajduje się przy ul. Hożej 76/78 w Warszawie.

## Struktura urzędu
Prokuratoria Generalna jest państwową jednostką organizacyjną, nad którą nadzór sprawuje Prezes Rady Ministrów. Prokuratoria jest jednak niezależna w zakresie podejmowanych działań i wydawania opinii prawnych.
Prokuratorią Generalną kieruje Prezes Prokuratorii Generalnej, przy pomocy wiceprezesów. W Prokuratorii Generalnej zatrudnieni są radcowie Prokuratorii Generalnej, referendarze, asystenci radcy, a także pracownicy pomocniczy i obsługi.

### Prezes Prokuratorii Generalnej Rzeczypospolitej Polskiej
Pracami Prokuratorii Generalnej kieruje Prezes Prokuratorii Generalnej, przy pomocy wiceprezesów. Prezes reprezentuje Prokuratorię Generalną, kieruje Urzędem Prokuratorii Generalnej i jest przełożonym wszystkich radców, referendarzy oraz innych pracowników Prokuratorii Generalnej. Prezesa Prokuratorii Generalnej powołuje Prezes Rady Ministrów po przeprowadzeniu sformalizowanego w ustawie naboru. Funkcja ta nie jest kadencyjna. Wiceprezesów Prokuratorii Generalnej, w liczbie nieprzekraczającej trzech, powołuje i odwołuje Prezes Rady Ministrów na wniosek Prezesa Prokuratorii Generalnej.
- vacat (od 15 marca 2006 do 22 marca 2006)
- Marcin Dziurda (od 22 marca 2006 do 8 listopada 2012)
- Piotr Rodkiewicz (od 9 listopada 2012 do 7 lipca 2013, jako p.o.[4])
- prof. Bronisław Sitek (od 8 lipca 2013 do grudnia 2015)
- Bogdan Artymowicz (od grudnia 2015 do stycznia 2016)
- Leszek Bosek (od stycznia 2016 do października 2018)
- Marek Miller (od października 2018 do lutego 2019)
- Mariusz Haładyj (od 6 lutego 2019[5])

## Zadania i działalność
Do zadań Prokuratorii Generalnej należy:
- wyłączne zastępstwo procesowe Skarbu Państwa przed Sądem Najwyższym[6];
- zastępstwo procesowe Skarbu Państwa przed sądami powszechnymi i polubownymi;
- zastępstwo organów administracji rządowej przed sądami powszechnymi i Sądem Najwyższym;
- zastępstwo Skarbu Państwa, państwowych jednostek organizacyjnych nieposiadających osobowości prawnej albo organów administracji rządowej przed sądami administracyjnymi;
- zastępstwo Rzeczypospolitej Polskiej przed sądami, trybunałami i innymi organami orzekającymi w stosunkach międzynarodowych;
- zastępstwo osób prawnych określonych w rozporządzeniu Prezesa Rady Ministrów, przed sądami powszechnymi, polubownymi i Sądem Najwyższym;
- przedstawianie sądom powszechnym, sądom administracyjnym, Sądowi Najwyższemu, Trybunałowi Konstytucyjnemu istotnych dla spraw poglądów;
- przygotowywanie na wniosek Prezesa Rady Ministrów raportów, analiz i stanowisk obejmujących zagadnienia prawne, dotyczące w szczególności projektów aktów normatywnych, czynności prawnych dokonywanych przez podmioty państwowe, a także orzeczeń sądowych zapadających w sprawach dotyczących Rzeczypospolitej Polskiej;
- wydawanie opinii prawnych;
- wydawanie opinii o projektach aktów normatywnych dotyczących istotnych praw i interesów Rzeczypospolitej Polskiej, w tym Skarbu Państwa, oraz organów wymiaru sprawiedliwości, a także regulujących postępowania przed sądami, trybunałami i innymi organami orzekającymi;
- przygotowywanie rekomendacji i wzorów co do czynności prawnych lub ich części;
- udział w negocjacjach i mediacjach;
- prowadzenie działalności wydawniczej i szkoleniowej w zakresie ochrony praw i interesów Rzeczypospolitej Polskiej.

Zgodnie z art. 3 ustawy o Prokuratorii Generalnej, Prezes Prokuratorii Generalnej składa corocznie Sejmowi, w terminie do dnia 31 marca, sprawozdanie ze swojej działalności oraz działalności Prokuratorii Generalnej w poprzednim roku kalendarzowym. Materiał jest dostępny w formie druku sejmowego.
Na dzień 31 grudnia 2015 Prokuratoria Generalna prowadziła 3641 spraw sądowych. W 2015 zakończono 4024 sprawy, z czego wygrano 2653, przegrano 281, a 1090 zakończono w inny sposób.

## Rys historyczny

### Ziemie polskie pod zaborami

#### Królestwo Polskie
Prokuratorię Generalną Skarbu Państwa utworzono postanowieniem cesarza rosyjskiego i króla polskiego Aleksandra I z dnia 29 września/11 października 1816 r. dla obrony własności publicznych. Funkcjonowała do 1915 r. jako praktycznie jedyny urząd państwowy świadczący o odrębności Królestwa od reszty imperium rosyjskiego.

#### Galicja
Cesarsko – królewską Galicyjską Prokuratorię Skarbu utworzono w 1850 r. we Lwowie na mocy patentu Franciszka Józefa I. W 1867 r. wraz z reorganizacją ustroju państwa powołano drugi na ziemiach zaboru austriackiego oddział prokuratorii z siedzibą w Krakowie jako ekspozyturę prokuratorii lwowskiej. Galicyjska Prokuratoria Skarbu zakończyła urzędowanie w 1919 r.

### II Rzeczpospolita
Dekretem Naczelnika Państwa w przedmiocie utworzenia Prokuratorji Generalnej Rzeczypospolitej Polskiej z dnia 7 lutego 1919 r. (zastąpionym w tym samym roku przez ustawę o tej samej nazwie) utworzono Prokuratorję Generalną Rzeczypospolitej Polskiej, urząd państwowy, którego zadaniem było:
- udzielanie na żądanie władz centralnych opinii prawnych w sprawach dotyczących majątkowych i publicznych interesów państwa
- udzielanie porad prawnych i współdziałanie w sporządzaniu aktów dotyczących praw i interesów państwa (nie tylko aktów prawnych)
- obowiązkowe i wyłączne zastępstwo praw i interesów majątkowych i publicznych państwa oraz funduszy i instytucji publicznych przed krajowymi sądami cywilnymi (zastępstwo procesowe w sprawach cywilnych)
- zastępowanie na żądanie zainteresowanych organów administracji publicznej w sprawach dotyczących praw majątkowych państwa przed sądami karnymi, oraz w zakresie wszelkich praw i interesów państwa przed sądami prawa publicznego, organami administracji publicznej w kraju i zagranicą oraz przed sądami zagranicznymi (zastępstwo procesowe w sprawach karnych, administracyjnych i przed sądami zagranicznymi).

Prokuratoria miała swoją jedyną zagraniczną delegaturę w Wolnym Mieście Gdańsku.

### Polska Ludowa
Po wojnie Prokuratoria Generalna istniała do 14 kwietnia 1951, kiedy to wszedł w życie dekret z dnia 29 marca 1951 r. o organach zastępstwa prawnego, trzy lata później uchylony przez dekret z dnia 2 czerwca 1954 r. o zastępstwie sądowym władz, urzędów, instytucji i przedsiębiorstw państwowych. Od tej pory zastępstwo procesowe na rzecz Skarbu Państwa pełnili kierownicy danych jednostek państwowych (przedsiębiorstw, urzędów).

### III Rzeczpospolita
W nowym ustroju społeczno-gospodarczym coraz bardziej widoczna stawała się potrzeba powołania centralnego urzędu, który dbałby o interesy Skarbu Państwa. Ustawą z dnia 8 lipca 2005 ponownie powołano do życia Prokuratorię Generalną (Prokuratorię Generalną Skarbu Państwa). Działalność rozpoczęła 15 marca 2006. Ustawą z dnia 15 grudnia 2016 r. dokonano przekształcenia Prokuratorii Generalnej Skarbu Państwa w Prokuratorię Generalną Rzeczypospolitej Polskiej.

## Budżet, zatrudnienie i wynagrodzenia
Wydatki i dochody Prokuratorii Generalnej są realizowane w części 74 budżetu państwa.
W 2017 wydatki Prokuratorii Generalnej wyniosły 41,73 mln zł, a dochody 10,16 mln zł. Przeciętne zatrudnienie w przeliczeniu na pełne etaty 243 osoby, a średnie miesięczne wynagrodzenie brutto 9022 zł.
W ustawie budżetowej na 2018 wydatki Prokuratorii Generalnej Skarbu Państwa zaplanowano w wysokości 36,86 mln zł, a dochody 12,69 mln zł.

## Siedziba
Prokuratoria Generalna wynajmuje przestrzeń biurową w budynku Iridium przy ul. Hożej 76/78 i w budynku na rogu ul. Kruczej 36 i Wspólnej 6 w Warszawie. Umowa z właścicielem budynku Iridium, ze spółką z ograniczoną odpowiedzialnością Prochem Inwestycje, została zawarta 29 września 2006 r. Budynek ten, o pięciu kondygnacjach nadziemnych i dwóch podziemnych, powstał na koszt Skarbu Państwa w 1960 r. i pierwotnie mieścił lecznicę Ministerstwa Zdrowia i Opieki Społecznej, przekształconą 30 grudnia 1998 r. w samodzielny publiczny zakład opieki zdrowotnej pod nazwą Lecznica – Instytut Geriatrii. Został 15 maja 1992 r. zreprywatyzowany na korzyść Zgromadzenia Sióstr Franciszkanek od Cierpiących (przedwojennego właściciela działki, w tym przyległego Sanatorium Towarzystwa Pielęgnowania Chorych pw. św. Józefa przy ul. Hożej 80 z ok. 1910 r.), które 28 maja 1999 r. wypowiedziało SPZOZ umowę najmu z rocznym wyprzedzeniem. W 2007 budynek przeszedł remont generalny, który przystosował go do użytku biurowego.